# 三位一体と神秘的なピエタ
『三位一体と神秘的なピエタ』（さんみいったいとしんぴてきなピエタ、英: The Trinity and Mystic Pietà）は、ドイツ・ルネサンス期の画家ハンス・バルドゥングが1512年に板上に油彩で制作した絵画である。 画家が暮らしたストラスブールのサン・ピエール・ル・ヴュー (St Pierre-le-Vieux) 教会のために制作された可能性がある。大理石に刻印されたかのように見える画家の署名と1512年の制作年が、画面下部右側にいる女性たちの上に見える。作品は、1894年にロンドン・ナショナル・ギャラリー に収蔵された。

## 作品
絵画は、父なる神、神によって支えられている息子のイエス・キリスト、2人の上のハトの姿をしている聖霊からなる三位一体を表している。十字架に磔にされた息子を支える神を絵画に加えることは、14世紀後半と15世紀前半には人気があるものであったが、それ以外の美術の歴史では稀であった。
三位一体に、泣いている聖母マリアと福音書記者聖ヨハネが加わっている。2人はキリストの入っている赤い大理石の墓の中に立っている。キリストの遺体は白い布で包まれ、脇腹の槍の傷跡が見える。聖母は涙をベールで拭い、ヨハネは手を胸に当てている。
聖人たちの下には小さく描かれた人物像があるが、美術史家によると彼らは絵画を委嘱した家族である。紋章から、おそらくストラスブールのベットショルト (Bettschold) 家とロットシルト (Rothschild) 家の人々であろう。そのうちの1人は右手を挙げて、キリストを仰ぎ見ている。中世においては、絵画の寄進者はしばしば聖人たちよりずっと小さく描かれたが、それは寄進者と聖人たちの違いを強調するためであった。
絵画を所蔵しているロンドンのナショナル・ギャラリーでは、「バルドゥングの絵画は、哀悼者の人間的感情を強調し、父なる神さえ単に嘆き悲しむ親として提示することで、我々の想像力による絵画への没入を招く」と考えている。